# زارپفالتس
زارپفلاتس (به آلمانی: Saarpfalz-Kreis) یک منطقهٔ روستایی در آلمان است که در زارلاند واقع شده‌است.

## خصوصیات
زارپفلاتس  ۱۵۶٬۳۵۸ نفر جمعیت دارد.